# Aiwo
Aiwo is een district in Nauru, een eiland in de Stille Oceaan. De bevolking van het dorp spreekt Nauruaans en Engels en de oppervlakte bedraagt circa twee vierkante kilometer. Er wonen ongeveer 1300 mensen. Aiwo vaardigt twee parlementsleden af naar het parlement van Nauru in Yaren.
Volgens de kaarten bestaat het district uit twee dorpen, Yangor en Orro. Dit onderscheid is echter theoretisch, in de praktijk zijn beide dorpen zo aaneengegroeid dat gerust aangenomen kan worden dat het één kern betreft.
Het dorpje ligt in het westen van Nauru, aan de kust. Hier bevindt zich de enige Nauruaanse jeugdherberg, het OD-N-Aiwo Hotel. Ook het chinatown van Nauru ligt in Aiwo. Het klimaat is er subtropisch.
Het district grenst aan Denigomodu, Buada en Boe.
Aiwo · Anabar · Anetan · Anibare · Baiti · Boe · Buada · Denigomodu · Ewa · Ijuw · Meneng · Nibok · Uaboe · Yaren